# Московско-Рязанская железная дорога (СССР)
До 1891 года такое же название имела Московско-Казанская железная дорога
Московско-Рязанская железная дорога — железная дорога, существовавшая в СССР.
Железная дорога была сформирована в 1936 году при разделении Московско-Казанской железной дороги на Казанскую и Московско-Рязанскую. В том же году переименована в Ленинскую железную дорогу. В 1943 году возвращено первоначальное название.
Дорога проходила по территории Московской, Тамбовской, Рязанской, Пензенской областей и Мордовской АССР.
Протяжённость дороги составляла 2089 км. Управление железной дороги находилось в Москве.